# Cainofobia
Cainofobia (do grego kainos, novo) refere-se ao medo exagerado da novidade, de novas situações ou de novas teorias.